# Nsanda
Nsanda est une localité de la République démocratique du Congo, située dans la province du Bas-Congo.